# Asprocottus intermedius
Asprocottus intermedius är en fiskart som beskrevs av Taliev, 1955. Asprocottus intermedius ingår i släktet Asprocottus och familjen Abyssocottidae. Inga underarter finns listade.